# Alexandru Rioșanu
Alexandru Rioșanu (alternativ: Rioșianu; n. 19 februarie 1892 – d. 30 august 1941, Cernăuți, România) a fost un militar și om politic român, care a îndeplinit funcția de guvernator de facto al |Bucovinei în 1941.

## Biografie
Urmaș al unei familii boierești din Oltenia, Rioșanu a fost al doilea fiu al senatorului Alexandru Rioșanu și al soției sale, Zoe (născută Porumbaru). Numele familiei la origine era Râioșanu, după satul Râioși. A studiat la Școala Superioară de Război din Saumur, Franța si apoi, la Școala de Cavalerie din Târgoviște (1911-1913). A fost încadrat în armată cu gradul de sublocotenent și în anul 1916 a fost mobilizat și a luat parte la campaniile Armatei Române din Primul Război Mondial. În 1917 a fost avansat în gradul de căpitan, în 1923 - în gradul de maior, iar în 1933 - locotenent-colonel. În 1938 a fost trecut în rezervă.
După învestirea generalului Ion Antonescu cu prerogativele de Conducător al Statului Român, Alexandru Rioșanu a fost numit la 10 septembrie 1940 în funcția de subsecretar de stat la Ministerul de Interne și reconfirmat la 14 septembrie 1940 ca subsecretar de stat pe lângă Departamentul Internelor, pentru Poliție și Siguranță, în guvernul național-legionar al României.
A îndeplinit funcția de subsecretar de stat pentru poliție și siguranță în Ministerul Afacerilor Interne în perioadele 10 - 14 septembrie 1940 (în Guvernul Ion Antonescu (1)) și 14 septembrie 1940 - 24 ianuarie 1941 (în Guvernul Ion Antonescu (2)). În această calitate, în noiembrie 1940 una din misiunile primite de la generalul Antonescu a fost cea de a apăra unele personalități politice de răzbunarea legionarilor. Printre cei pentru care a intervenit s-au numărat Gheorghe Tătărescu, Mihail Ghelmegeanu, Iuliu Maniu, Constantin Argetoianu, Ion Gigurtu, Mihai Ralea etc. În ianuarie 1941 a participat la acțiunea de reprimare a Rebeliunii legionare din ianuarie 1941.
În perioada iunie-august 1941 Rioșanu a fost guvernator al Bucovinei, sub numele de împuternicit special al mareșalului Antonescu în Bucovina. La 22 iulie 1941, Alexandru Rioșanu, împuternicitul generalului Antonescu pentru administrarea Bucovinei, a semnat Ordonanța referitoare la organizarea administrativă a teritoriilor din Bucovina eliberată.
La 29 iulie 1941 a solicitat Conducătorului Statului acordul pentru emiterea unei ordonanțe care să impună evreilor din Bucovina eliberată un semn distinctiv. Motivația solicitării a fost că segregarea nu poate fi decât benefică statului român, fiindcă evreii, considerați ca elemente subversive, și-au făcut în ultimul timp apariția în mase compacte, iar femeile și fetele evreice care caută compania soldaților români și germani pot fi un pericol pentru siguranța statului. Astfel, în opinia guvernatorului Bucovinei, este necesar să se ordone „– sub sancțiune penală – ca toți evreii bărbați și femei să poarte obligatoriu și vizibil o brasardă de culoare albă, pe care să fie aplicată steaua evreiască, plină, în șase colțuri, în culoare neagră”. La 30 iulie Rioșanu a emis ordinul cu privire la limitarea libertății de circulatie pentru evreii din Bucovina, interzicerea adunării în mai mult de trei persoane, limitarea drastică a orelor de cumpărături, obligativitatea însemnării exterioare a proprietătilor evreiești cu menționarea originii proprietarilor, si purtarea de către evrei a unui semn distinctiv - stea evreiască galbenă in partea stângă a pieptului. La 1 august Rioșanu l-a numit pe Traian Popovici ca primar al orașului Cernăuți.  
Alexandru Rioșanu a murit în urma unei operații de piatră la rinichi nereușite făcută de doctorul Amza Jianu la 30 august 1941.

### Viața privată
Rioșanu a fost căsătorit cu Sonia născută Economos, cu care a avut trei copii: Ioana (1927–1967), Ecaterina (n. 1928), amândouă necăsătorite, și Alexandru (1931–2020).

## În media artistică
- 1974 - Alexandru Rioșanu a inspirat figura subsecretarului de stat Vicșoreanu de la Ministerul de Interne, interpretat de Ion Apahideanu, în filmul Un comisar acuză al lui Sergiu Nicolaescu
- 1978 - Acesta a fost interpretat de Silviu Stănculescu în filmul Revanșa în regia lui  Sergiu Nicolaescu
- 1989 - Personajul a fost interpretat de Ștefan Iordache în filmul Drumeț în calea lupilor, regizat de Constantin Vaeni, care prezintă într-o formă romanțată evenimentele premergătoare asasinării lui Nicolae Iorga de către legionari